# Équipe de France de basket-ball en 1934
L'Équipe de France de basket-ball en 1934.

## Les matches
| Date          | Lieu  | Adversaire | Score   | Compétition | Meilleurs marqueurs (France) |
| 22 avril 1934 | Paris | Belgique   | V 50-17 | A           | Henri Hell (18 points)       |
| 6 mai 1934    | Paris | Portugal   | V 79-37 | A           | Étienne Onimus (33 points)   |

D : défaite, V : victoire
A : Amical

## L'équipe
- Sélectionneur :
- Assistants :

| Poste | Joueur            | Nombre matchs | Nombre points | Club(s) 1934 |
| -     | Robert Busnel     | 1             | -             | Nice         |
| -     | Georges Carrier   | 2             | -             | CS Plaisance |
| -     | Roland Étienne    | 1             | -             | Joinville    |
| -     | Henri Hell        | 2             | -             | AS Montrouge |
| -     | Étienne Onimus    | 2             | -             | FA Mulhouse  |
| -     | Maurice Reaubourg | 2             | -             | Alfortville  |

## Sources et références
- CD-rom : 1926-2003 Tous les matchs des équipes de France édité par la FFBB.